# Richard Dadd

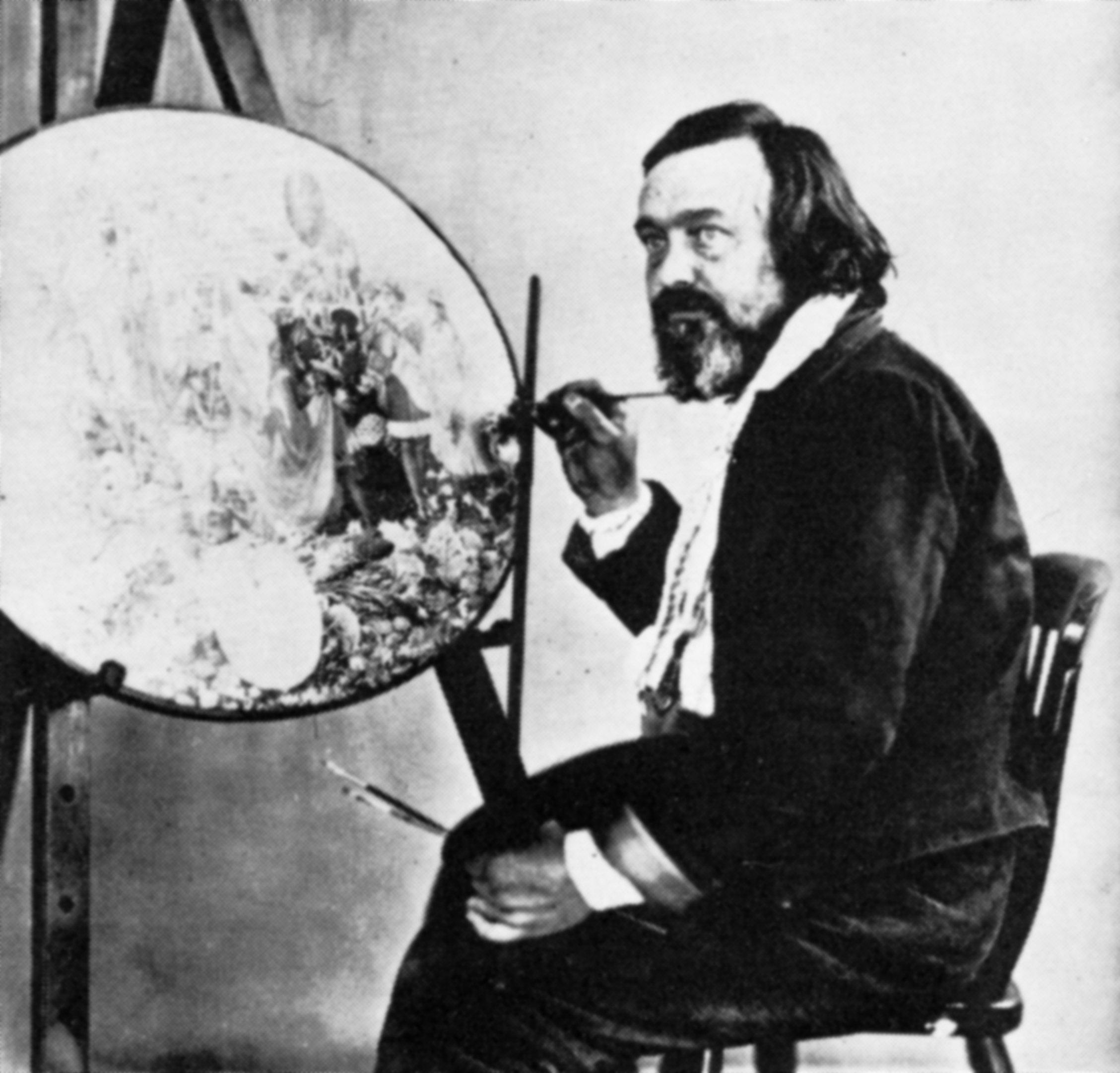
Richard Dadd, ca. 1856

Richard Dadd (Chatham (Kent), 1 augustus 1817 - Londen, 7 januari 1886) was een Britse kunstschilder, vooral beroemd vanwege zijn schilderijen van elfjes en vanwege zijn krankzinnigheid.

## Levensloop

### Het begin
Richard Dadd werd op 1 augustus 1817 geboren in het plaatsje Chatham in het Engelse Kent. Op zijn 13e verhuisde de familie naar Londen waar hij enkele jaren later (1837) werd toegelaten op The Royal Academy of Art. Tijdens zijn verblijf aldaar viel hij op door zijn talent en tijdens zijn eerste jaar als student won hij al enkele prijzen en begon hij zijn werk al her en der tentoon te stellen in lokale galerieën.
Zijn eerste grote opdracht kreeg hij in 1841. Hem werd gevraagd enkele houtsneden te maken als illustratie bij het Book of British Ballads.

### Dadd en zijn elfen
Gedurende de late 19e eeuw raakten steeds meer mensen in Groot-Brittannië geïnteresseerd in hun folkloristische verleden, getuige het oprichten van tal van spiritualistische groepen als de vrijmetselaars. Deze invloed is zeer sterk terug te vinden in Dadds werk. Zijn schilderijen hebben meestal elfen en mythologie als onderwerp. Hij werd als kunstenaar dan ook ingedeeld bij 'The Fairy School'.

### Dadd, zijn grand tour en zijn krankzinnigheid

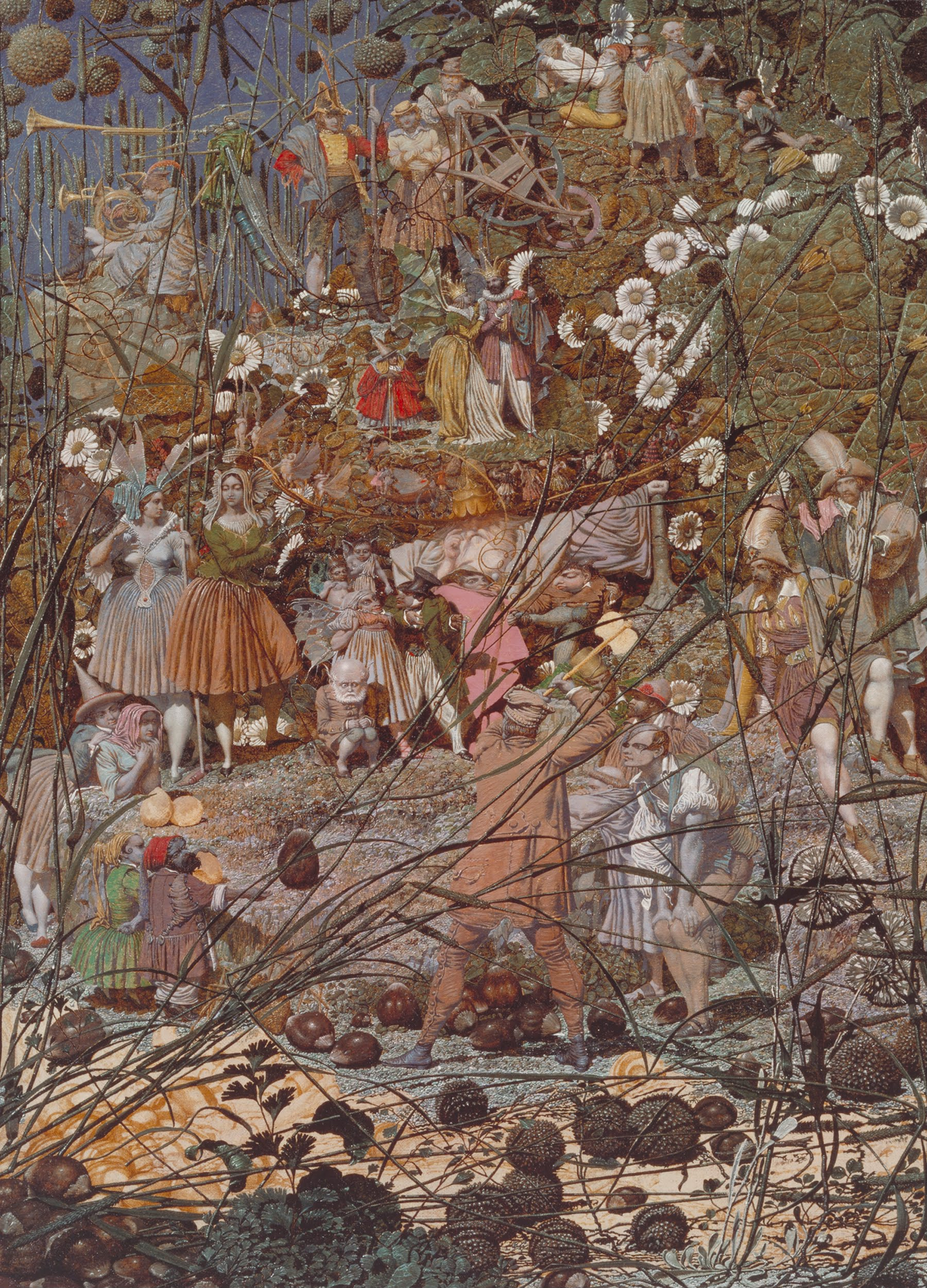
Fairy-Fellers Master Stroke, ca. 1855, Tate Britain, Londen

In de zomer van 1842 besluiten Dadd en zijn geldschieter en beschermheer Sir Thomas Phillips om op een grand tour te gaan. Een grand tour was een reis door Europa of verder, die gegoede Engelse burgers maakten ter afsluiting van hun jeugd, of om inspiratie op te doen voor hun al dan niet artistieke werkzaamheden.
Voor beide heren verliep de reis zeer goed, totdat zij in Egypte aankwamen. Dadd kwam een groep Egyptenaren tegen die een traditionele waterpijp aan het roken waren en voegde zich bij hen. Naar eigen zeggen had hij vijf dagen continu zitten roken en hij raakte ervan overtuigd dat, aangezien geen van de Egyptenaren ooit iets zei, het bubbelen van de waterpijp hun communicatiemiddel moest zijn. Op de vijfde dag had hij 'een boodschap ontcijferd' die volgens hem afkomstig was van de Egyptische god Osiris.
Na deze episode werd Dadd steeds minder voorspelbaar en agressief. Dit kwam tot uitbarsting in Rome, waar hij een oncontroleerbare drang had om de paus aan te vallen tijdens een publiek optreden. Waar zijn gedrag eerst nog als een gevolg van te veel zon werd gezien, werd het steeds duidelijker dat Dadd krankzinnig begon te worden.
Dadd ging zonder Phillips terug naar Engeland, waar zijn familie hem liet onderzoeken door een in krankzinnigheid gespecialiseerde arts. Deze verklaarde hem al snel "non compos mentis" (officieel niet tot zinnig denken in staat). Dadd wist zijn familie er echter van te overtuigen dat hij alleen maar wat rust nodig had.

### Dadd en de moord op zijn vader
Om zijn geest weer op orde te krijgen, ging Dadd samen met zijn vader naar het Engelse plaatsje Cobham. Daar kreeg Dadd zijn ernstigste aanval van woede en krankzinnigheid tot dan toe. Tijdens een wandeling in het bos vermoordde en ontleedde hij zijn vader met een scheermes. Volgens geruchten zou hij zich tegoed hebben gedaan aan diens hersenen.
Dadd vluchtte halsoverkop naar Frankrijk, niet de moeite nemend om zijn met bloed besmeurde kleren uit te trekken, tot hij in Calais aankwam. In Parijs werd hij opgepakt wegens een moordpoging op een toerist. Tijdens zijn arrestatie werd er een lijst op zijn lichaam gevonden van mensen die 'dood moesten'. Zijn vader stond op nummer één.
Op zijn 27e werd hij opgenomen in het 'Bethlem Hospital', een instelling voor psychiatrische patiënten in Londen, waar men vaststelde dat hij een bipolaire stoornis had.

### Dadd, zijn verdere carrière en zijn meesterwerken
Tijdens zijn verblijf in het 'Bethlem Hospital' werd hij door zijn artsen aangemoedigd om verder te gaan met schilderen en het is gedurende zijn verblijf in het instituut dat hij zijn beroemdste werken schildert, onder andere schilderijen als Contradiction - Oberon and Titania en Fairy-Fellers Master Stroke.
Het schilderij Fairy-Fellers Master Stroke wordt nog altijd gezien als het hoogtepunt uit zijn oeuvre. Het schilderij is 54 bij 39,4 centimeter groot. Het kostte de artiest negen jaar om alle details te krijgen zoals ze zijn geworden en toen was het volgens hemzelf nog niet af. Dadd gebruikte regelmatig een vergrootglas om alle details aan te brengen. De verflagen zijn op sommige punten extreem dik, zodat er daadwerkelijk een driedimensionaal kunstwerk is ontstaan. Nadat hij stopte met zijn werk aan het schilderij, begon hij onmiddellijk aan een reproductie in aquarel en een bizarre gids genaamd Elimination of a Picture and its subject - called The Feller's Master Stroke, waarin hij zijn meesterwerk probeerde te verklaren en de meer dan honderd grotere en kleinere figuren op zijn schilderij een aparte taak toebedeelde in de voorstelling.

## Stijl
Zijn werken worden onderverdeeld bij de Fantasie artiesten.

### Dadd en zijn verdere leven
Na 20 jaar in het 'Bethlem Hospital' te hebben verbleven, verhuist hij naar 'Broadmoor Hospital'. Hier bleef hij totdat hij op 69-jarige leeftijd stierf aan een longaandoening.

## Trivia
- De Britse rockgroep Queen heeft een nummer op hun album Queen II genoemd naar Dadd's schilderij The Fairy Feller's Master-Stroke.